# قسم بيرم الريفي
قسم بيرم الريفي (بالفارسية: دهستان بيرم) (بالفارسية: دهستان بیرم) منطقة ريفية في ناحية بيرم، مقاطعة لارستان، محافظة فارس، إيران. في إحصاء عام 2006 ميلادية، بلغ عدد سكانه 656 نسمة، في 124 عائلة. يتكون قسم بنارويه الريفي من 4 قرى.